# A BKK üzemeltetőinek járműparkja
Ez a szócikk a BKV, illetve a BKK más szolgáltatói által valaha is használt járművek listáját tartalmazza. Benne vannak a BKV és a BKK többi szolgáltatójának autóbuszai, a villamosok, a metrók, a HÉV-ek, BKV és a BKK többi szolgáltatójának hajói és a BKV üzemeltetésében lévő egyéb járművek is.

## A BSzKRt, a FAÜ és a BKV és jogelődjeinek üzemeltetésében lévő autóbuszok
| Típus                             | Forgalomban     |
| --------------------------------- | --------------- |
| Austro-Daimler-Tudor              | 1915–1929       |
| MARTA-Weitzer                     | 1915–1929       |
| Benz-Gaggenau                     | 1916–1929       |
| Ganz-Büssing                      | 1917–1929       |
| NAG 203                           | 1925–1936       |
| Laurin-Klement                    | 1925–1929       |
| Büssing H6                        | 1926–1937       |
| AEC                               | 1926–1936       |
| D.A.A.G.                          | 1926–1937       |
| Renault                           | 1926–1936       |
| Daimler                           | 1926–1947       |
| Fross-Büssing                     | 1926–1947       |
| Tilling-Stevens                   | 1926–1934       |
| Rába LHo                          | 1926–1938       |
| MÁVAG-NAG 204                     | 1927–1938       |
| MÁVAG-N2h                         | 1929–1938       |
| MÁVAG-N2                          | 1929–1938       |
| MÁVAG-Mercedes N 26               | 1929–1945       |
| MÁVAG-NI 56                       | 1929–1948       |
| Rába AFa                          | 1932–1937       |
| N 26/ 36 MÁVAG-MERCEDES (koporsó) | 1936–1953       |
| N 26/ 38 39–40 MÁVAG (harcsa)     | 1938–1955       |
| MÁVAG N2h/39-40                   | 1939–1957       |
| Rába-MAN                          | 1938–1944       |
| Rába DS-T trambusz                | 1939–1944       |
| Rába TS trambusz                  | 1940–1955       |
| MÁVAG M36                         | 1941–1948       |
| MÁVAG T4 trambusz                 | 1941–1953       |
| Rába Special                      | 1948–1949       |
| MÁVAG Tr 5                        | 1948–1963       |
| MÁVAG Tr 3,5                      | 1948–1956       |
| Ikarus 30                         | 1951–1962       |
| Ikarus 60                         | 1952–1967       |
| Ikarus 601                        | 1953–1956       |
| Ikarus 66                         | 1955–1964       |
| MÁVAG M5                          | 1958–1963       |
| Ikarus 620                        | 1959–1978       |
| Ikarus 31                         | 1959–1964       |
| Ikarus 630                        | 1960–1976       |
| FAÜ ITC-600 (FAÜ-csuklós)         | 1960–1969       |
| FAÜ IC-622                        | 1961–1968       |
| FAÜ IC-620                        | 1962–1968       |
| FAÜ IC-660                        | 1962–1975       |
| Ikarus 556                        | 1964–1980       |
| Ikarus 180                        | 1964–1980       |
| Ikarus 260                        | 1971–2022       |
| Ikarus 280                        | 1971–2022       |
| Ikarus 211                        | 1975–1991       |
| Ikarus 282                        | 1977–1989       |
| Ikarus 190                        | 1979–1981       |
| Ikarus 415                        | 1985–2022       |
| Ikarus 284                        | 1985–1987       |
| Ikarus 435                        | 1988–2022       |
| Ikarus 521                        | 1989–1995       |
| Ikarus 405                        | 1994–2023       |
| Ikarus 412                        | 1999–napjainkig |
| Irisbus Agora                     | 2003–2022       |
| Volvo 7700A                       | 2004–napjainkig |
| Van Hool AG300                    | 2009–napjainkig |
| Ikarus 263                        | 2010–2019       |
| Ikarus V187 / Modulo M168d        | 2012–napjainkig |
| Mercedes-Benz Citaro              | 2012–napjainkig |
| Van Hool A300                     | 2012–2021       |
| Volvo 7700                        | 2012–napjainkig |
| Molitus S91                       | 2013–2016       |
| Renault Master                    | 2013–napjainkig |
| Van Hool A330                     | 2013–napjainkig |
| Volvo 7000A                       | 2013–2023       |
| Ikarus V127 / Modulo M108d        | 2014–napjainkig |
| Mercedes Vehixel Cytios 3         | 2014–napjainkig |
| Solaris Urbino 10                 | 2014–napjainkig |
| Van Hool A330 CNG                 | 2014–napjainkig |
| Alfa Cívis 12                     | 2014–2023       |
| Karsan Atak                       | 2015–napjainkig |
| Mercedes-Benz Conecto             | 2015–napjainkig |
| Volvo 7000                        | 2015–napjainkig |
| Mercedes-Benz Citaro CNG          | 2016–2022       |
| Volvo 7700 Hybrid                 | 2016–napjainkig |
| Modulo Medio Electric             | 2016–napjainkig |
| Mercedes-Benz Conecto G           | 2016–napjainkig |
| Mercedes-Benz Citaro G            | 2017–napjainkig |
| Modulo M168d                      | 2018–napjainkig |
| MAN Lion’s City GL                | 2018–napjainkig |
| Volvo 7900 Hybrid                 | 2018–napjainkig |

## A BKV üzemeltetésében lévő buszok
Budapest útjain 2 fajta mikro-, 4 fajta midi-, 15 fajta szóló- és 11 fajta csuklósbuszt, tehát 32 különböző típusú autóbuszt üzemeltet a BKV.

### Szóló autóbuszok

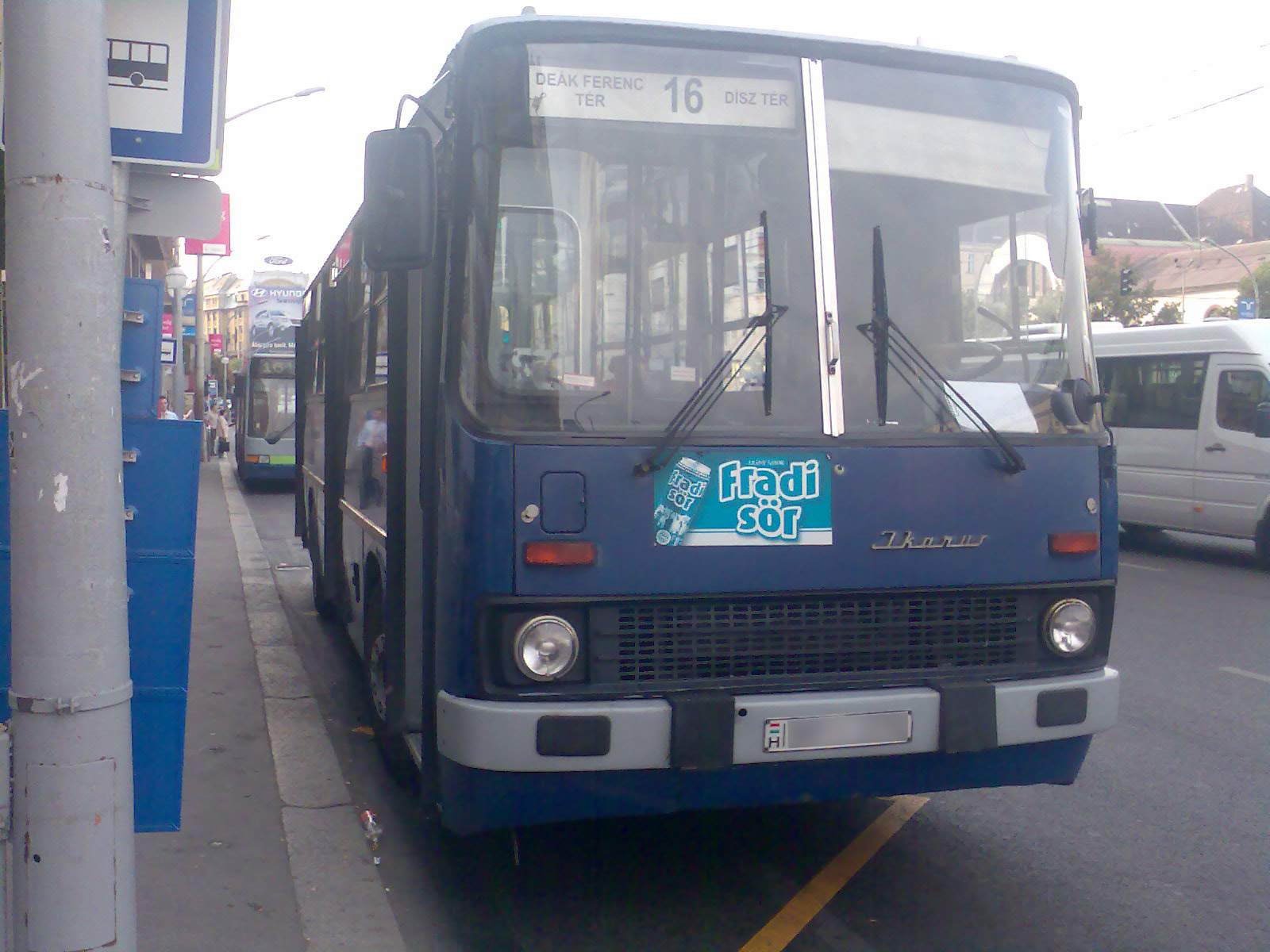
Egy Ikarus 260-as a BKV járműveként

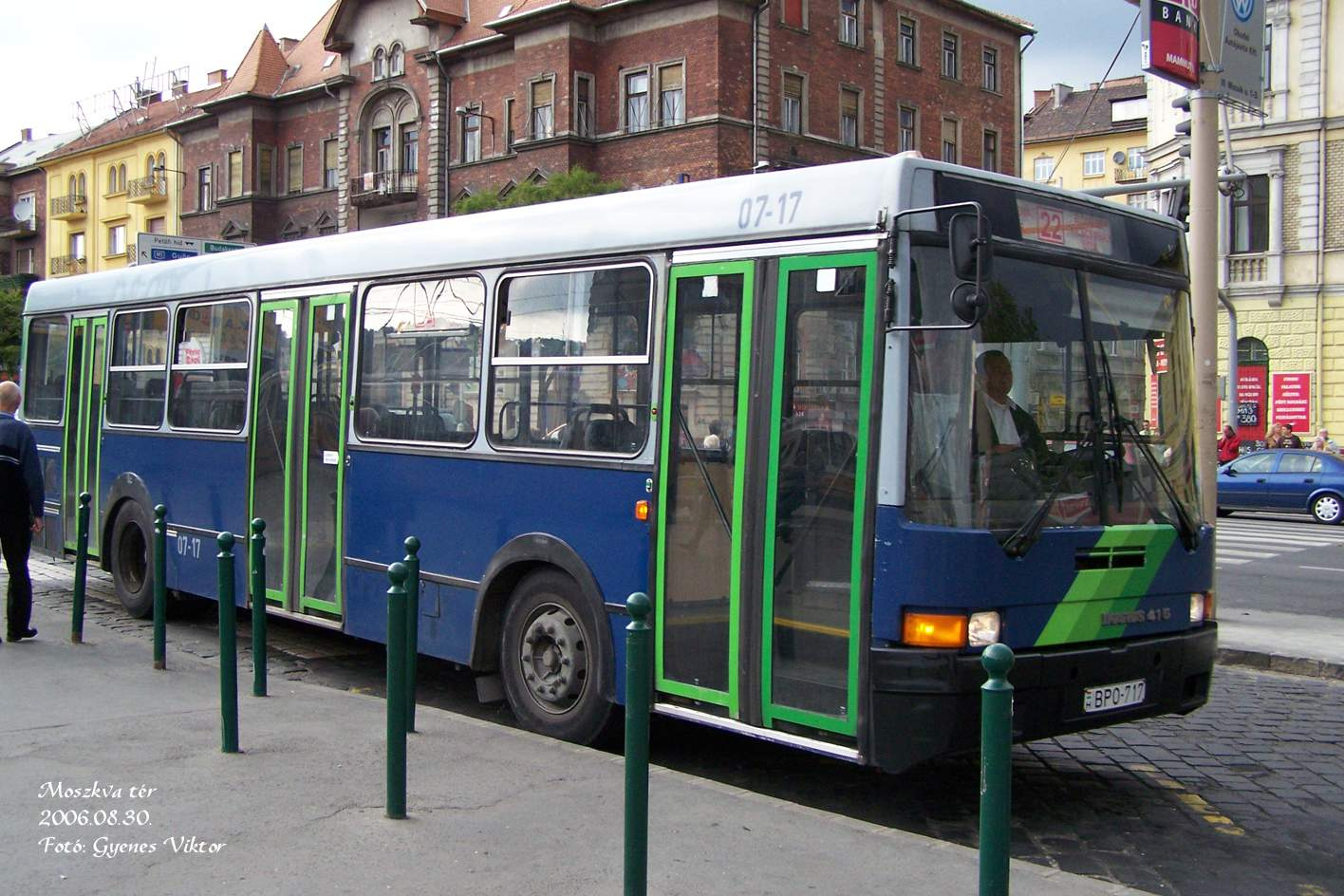
Egy Ikarus 415-ös a BKV járműveként

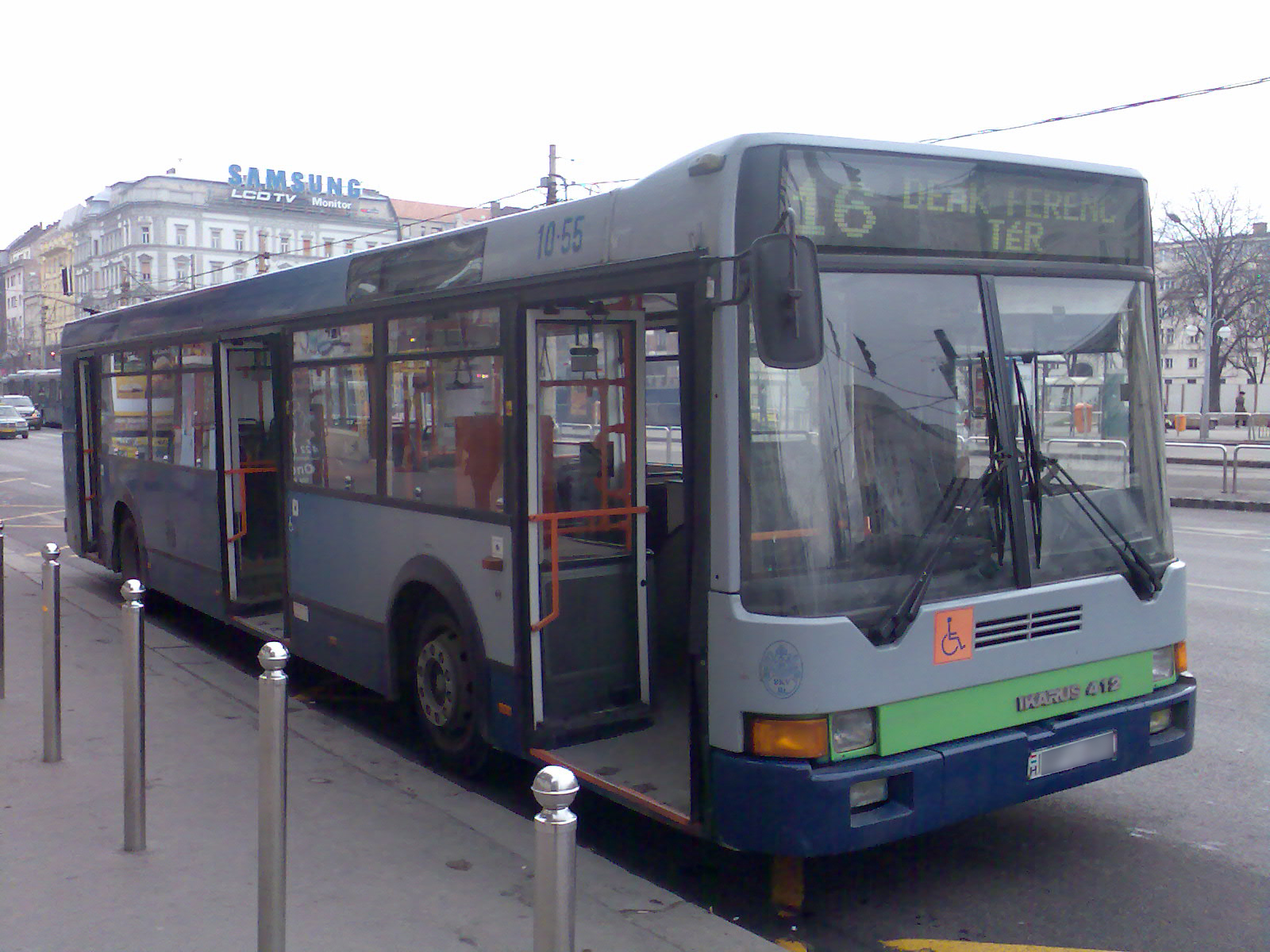
Egy Ikarus 412-es a BKV járműveként

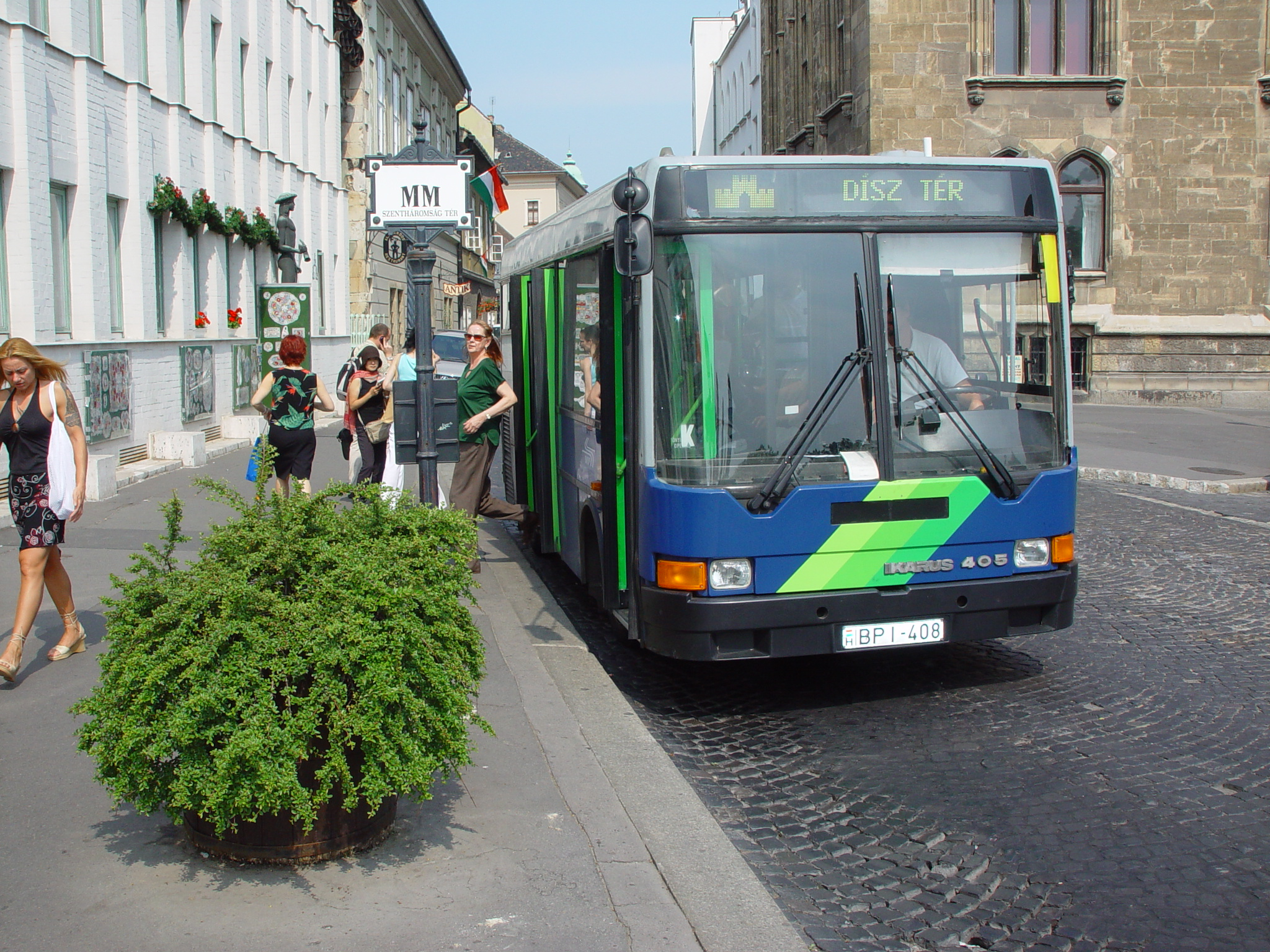
Egy Ikarus 405-ös a BKV járműveként

#### Paraméterek
|                             | Ikarus 260        | Ikarus 415        | Ikarus 412         | Ikarus 405        |
| --------------------------- | ----------------- | ----------------- | ------------------ | ----------------- |
| Szélesség                   | 2500 mm           | 2500 mm           | 2500 mm            | 2300 mm           |
| Magasság                    | 3400 mm           | 2915 mm           | 2805 mm            | 2665 mm           |
| Hosszúság                   | 11 000 mm         | 11 440 mm         | 12 000 mm          | 7300 mm           |
| Tengelytáv A – B            | 5400 mm           | 5570 mm           | 6230 mm            | 3385 mm           |
| Fordulókör átmérő           | 20,8 m            | 22 m              | 23,9 m             | 14 m              |
| Saját tömeg                 | 8500 kg           | 9950 kg           | 10 600 kg          | 5200 kg           |
| Megengedett max. tömeg      | 16 000 kg         | 16 200 kg         |                    |                   |
| Szállítható személyek száma | 76, ebből ülő: 21 | 97, ebből ülő: 26 | 101, ebből ülő: 29 | 46, ebből ülő: 16 |
| Tengelynyomás (A tengely)   | 6000 kg           | 6200 kg           | 6500 kg            | 3000 kg           |
| Tengelynyomás (B tengely)   | 10 000 kg         | 10 000 kg         | 11 000 kg          | 5330 kg           |

#### Ikarus 260
Magyar gyártmányú, magas padlós autóbusz, hossza 11 méter. A székesfehérvári Ikarus autóbuszgyár, illetve a világ második legsikeresebb autóbuszmodellje. Megbízható, fordulékony, ugyanakkor rendkívül zajos. A jelenleg forgalomban lévő járművek kora 30 év körül van. 3 színben fordul elő: sima kék, sötétkék-világoskék, illetve kék-ezüst, azaz „Ezüst Nyíl” festésben.
Az első prototípus Budapesten, a BKV-nál jelent meg 1972-ben A cég az évek során több száz ilyen típusú autóbuszt szerzett be. A típust 1985-ig harmonikaajtóval gyártották. A BKV utoljára 1993-ban szerzett be Ikarus 260-ast, majd 17 évnyi szünet után 2010 novemberében vásárolt 1998–2001 között gyártott buszokat Debrecentől. Az autóbuszokat 2022. november 18-án kivonták a forgalomból.

#### Ikarus 415
A budapesti Ikarus autóbuszgyár 11,5 méter hosszú, farmotoros szóló autóbusza. Elővárosi-városi közlekedésre tervezték középmagas (750 mm) padlóval. Három sorozatban gyártották, melyeket 1984-ben, 1992-ben és 1996-ban kezdtek gyártani. A BKV-nál az első két széria használatos. Jelenleg 4 darab van állományban, de menetrend szerinti forgalomba nem adják ki. Az autóbuszokat 2022. június 13-án kivonták a forgalomból.

#### Ikarus 412
A budapesti Ikarus autóbuszgyár 12 méter hosszú, farmotoros szóló autóbusza. Elővárosi-városi közlekedésre tervezték alacsony padlós kivitelben. 1996-ban mutatták be a prototípusát, amely Rába D10 Euro 2-es motort tartalmazott. (A ma Budapesten közlekedő 412-esek Euro 2-es MAN dízelmotorokkal rendelkeznek.) 101 utas szállítására alkalmas, 25 normál, 4 lehajtható ülőhellyel rendelkezik. Jelenleg 6 darab közlekedik.

#### Ikarus 405
A budapesti Ikarus autóbuszgyár 7,3 méter hosszú, kétajtós midibusza. Elővárosi-városi közlekedésre tervezett, farmotoros autóbusz. 1993-ban, az 1996-ra tervezett világkiállításra fejlesztették ki, de mivel ez elmaradt – kormányzati nyomásra – a BKV vásárolta meg őket. Eredetileg Perkins Phaser 135T Euro 1 dízelmotorral szerelték fel. 46 utas szállítására képes, 16 ülőhellyel rendelkezik. Az autóbuszokat 2023. január 31-én kivonták a forgalomból.

#### Van Hool A300
A 13 darab Van Hool A300-as szóló, alacsony padlós használt autóbusz 26.250 EUR/jármű áron került a BKV Zrt. tulajdonába Hollandiából a BKK közreműködésével. Az autóbuszokat a budapesti arculathoz igazodva fényezték, valamint megnövelték a nyitható ablakfelületeket, zárt vezetőfülkét alakítottak ki, és Spheros klímaberendezéssel szerelték őket. A járművek a Dél-pesti autóbuszgarázs vonalain teljesítenek szolgálatot. 2015 szeptemberében az MCA-002 rendszámú busz Pesterzsébet vasútállomásnál kiégett a 166-os vonalon.

#### Mercedes-Benz O530 Citaro
A Mercedes legelterjedtebb busztípusából a BKV 2012-ben vásárolt használtan 31 darabot, a flottát 2013-ban további 9 darabbal egészítették ki. A 12 méteres, háromajtós alacsony padlós járművek az Óbudai autóbuszgarázs által kiadott vonalakon közlekednek. 2015-ben az LYH-117, 2016-ban pedig az LYH-113 rendszámú autóbusz busztűz áldozata lett.

### Csuklós autóbuszok

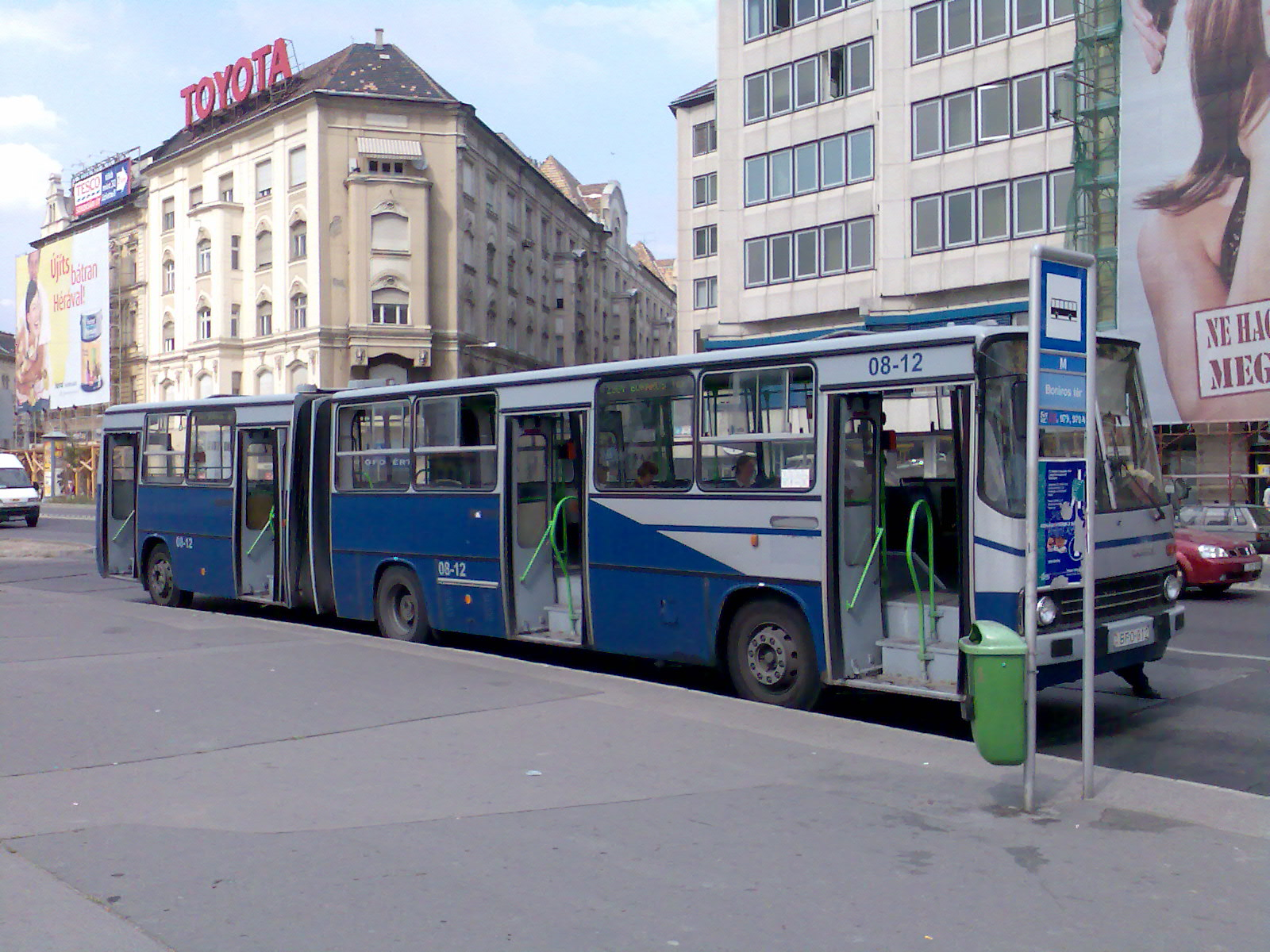
Egy Ikarus 280-as a BKV járműveként

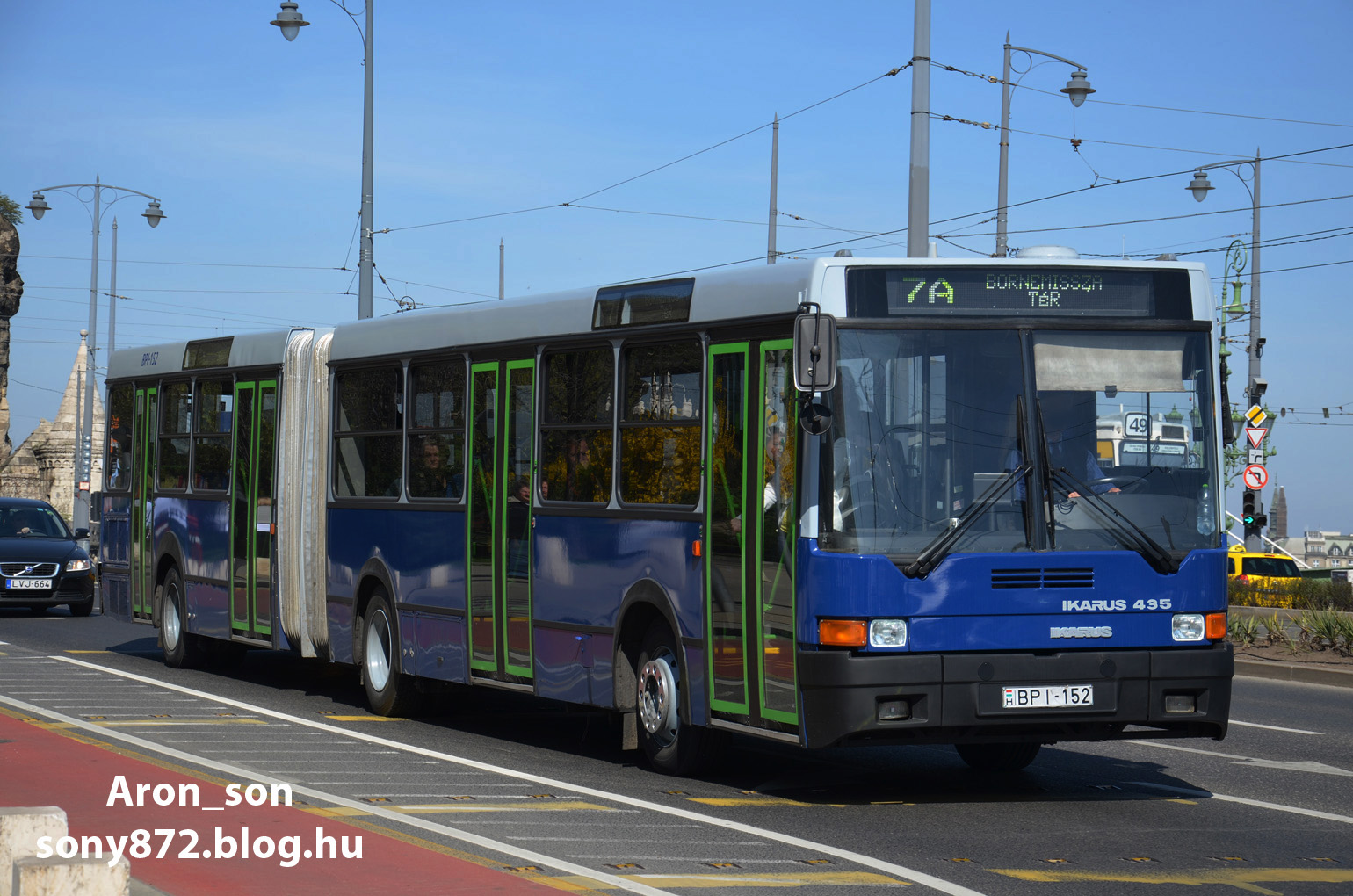
Egy Ikarus 435-ös a BKV járműveként

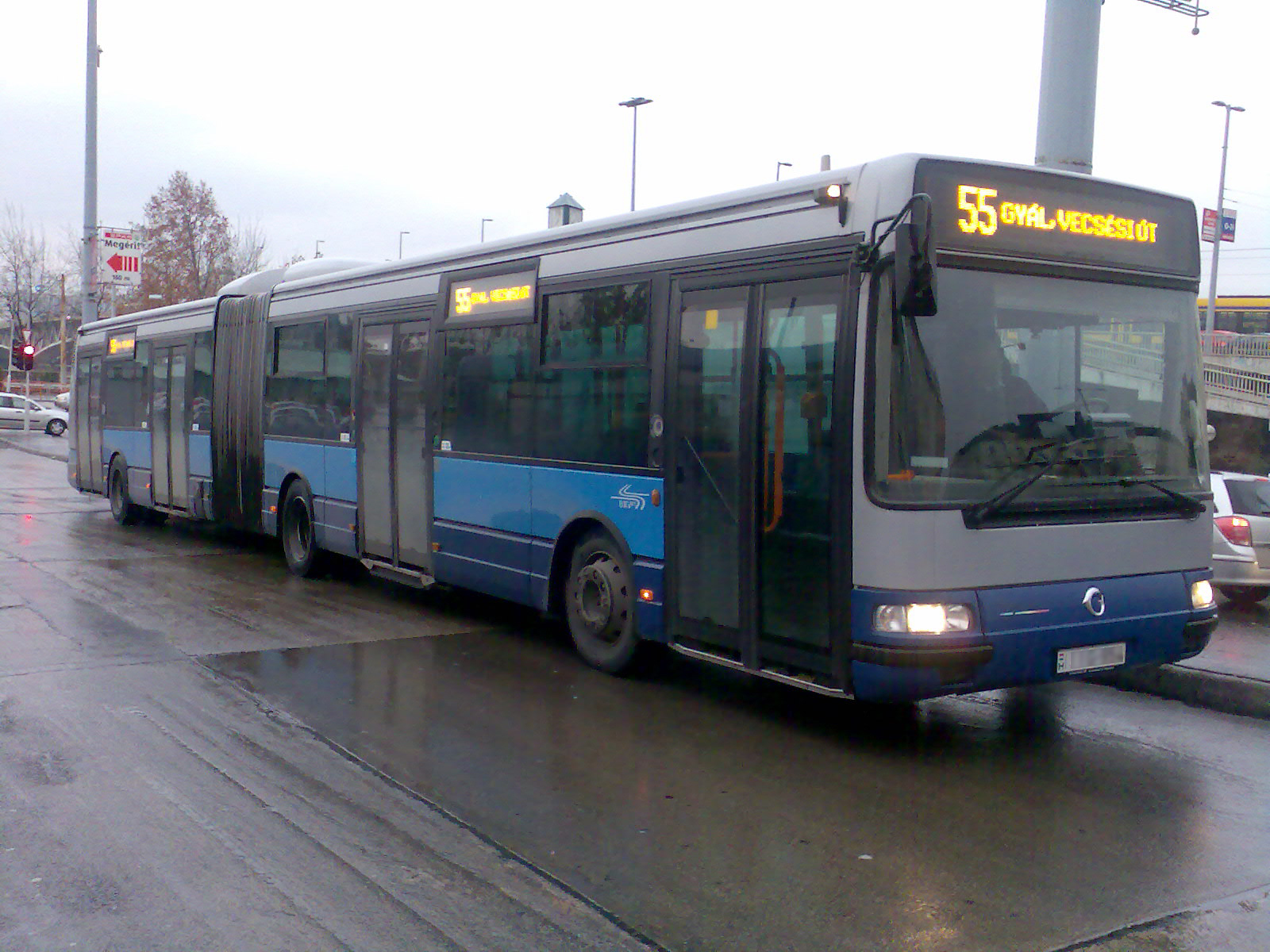
A BKV egyetlen Agorája a Boráros téren

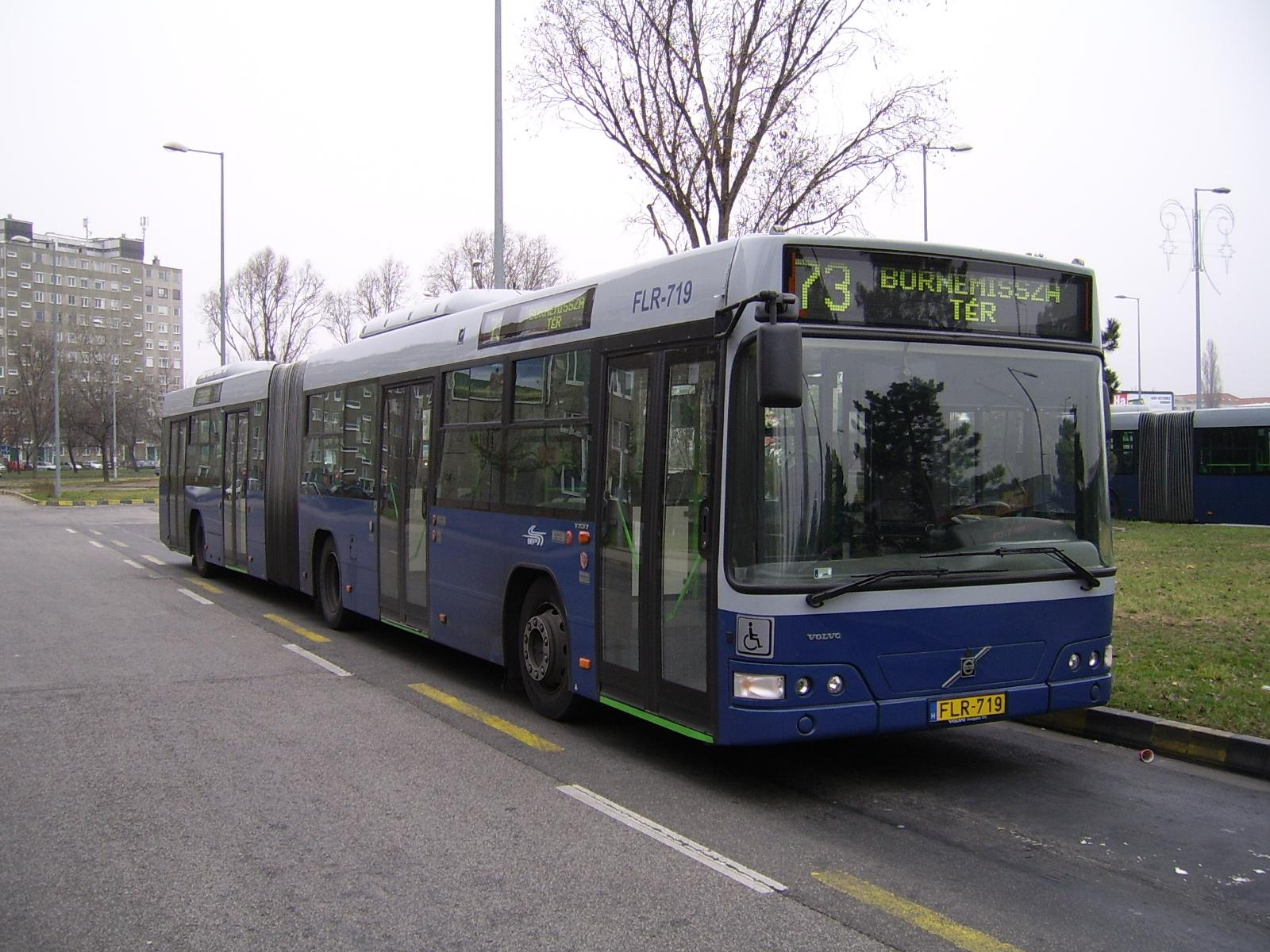
A BKV III. generációs Volvo 7700A-s autóbusza

#### Paraméterek
|                             | Ikarus 280         | Ikarus 435         | Irisbus Agora      | Volvo 7700A        |
| --------------------------- | ------------------ | ------------------ | ------------------ | ------------------ |
| Szélesség                   | 2500 mm            | 2500 mm            | 2500 mm            | 2550 mm            |
| Magasság                    | 3160 mm            | 3037 mm            | 3185 mm            | 3040 mm            |
| Hosszúság                   | 16 500 mm          | 17 850 mm          | 17 800 mm          | 17 944 mm          |
| Tengelytáv A – B            | 5400 mm            | 5570 mm            | 5355 mm            | 5190 mm            |
| Tengelytáv B – C            | 6200 mm            | 6410 mm            | 6575 mm            | 6755 mm            |
| Fordulókör átmérő           | 20,8 m             | 24 m               | 23,4 m             | 23,3 m             |
| Saját tömeg                 | 12 200 kg          | 15 100 kg          | 17 300 kg          | 17 440 kg          |
| Megengedett max. tömeg      | 22 500 kg          | 26 500 kg          | 28 000 kg          | 28 000 kg          |
| Szállítható személyek száma | 148, ebből ülő: 35 | 168, ebből ülő: 40 | 104, ebből ülő: 36 | 104, ebből ülő: 36 |
| Tengelynyomás (A tengely)   | 6000 kg            | 6500 kg            | 7000 kg            | 6900 kg            |
| Tengelynyomás (B tengely)   | 10 000 kg          | 10 000 kg          | 9500 kg            | 10 000 kg          |
| Tengelynyomás (C tengely)   | 6500 kg            | 12 000 kg          | 11 500 kg          | 12 500 kg          |

#### Ikarus 280
Az Ikarus 260-as csuklós változata. A világ legsikeresebb csuklósbusz-típusa. A ’70-es, ’80-as években a világ csuklósbusz-termelésének a ⅔-át ez a típus tette ki. Ezek a 30 év körüli autóbuszok kormányzott C tengellyel készültek, így ugyanazon az íven képes fordulni, mint az Ikarus 260-as.
A BKV-nál napjainkban csak kék festésű autóbuszok közlekednek, korábban még további két színben fordult elő: a gyors 7-es és 173-as vonalára piros-kék, illetve a kék-ezüst, azaz „Ezüst Nyíl” festésű felújított busz. 2022. november 20-án az összes 280-ast nyugdíjazta a BKV. 

#### Ikarus 435
A székesfehérvári Ikarus autóbuszgyár 17,9 méter hosszú, tolócsuklós autóbusza. Elővárosi-városi közlekedésre tervezték, az Ikarus 415-ös csuklós változata. Első sorozatát Magyarországon nem alkalmazzák. A második szériát 1994-ben kezdték gyártani, DAF LT 195 Euro I motorral. Jelenleg 19 darab közlekedik. Végül ezt is ugyanúgy 2022 novemberében kivonta a BKV.

#### Irisbus Agora
A BKV-nak az Irisbus által kötbérként fizetett elővárosi-városi, ¾ részben alacsony padlómagasságú csuklós busza. Nincsen köze az Ikarus-hoz, csak a gyártásának idejében az Ikarus gyár az Irisbus tulajdona volt és a francia gyár a buszára az „Ikarus” feliratot rátéve próbálta népszerűsíteni. Az egyetlen példány a BKV tulajdonában volt, mely 2003 januárjától járta Budapest útjait. A BKV 2016. február 29-én törölte az állományából, a kivonása előtti időkben az 54-es viszonylaton teljesített szolgálatot. 2016. június 1-jén a BKV újra állományba vette a járművet. 2019. július 2-án egyéb állományba lett véve a jármű. Végül 2022-ben kivonták.

#### Volvo 7000A és 7700A
Lengyelországban készült, alacsony padlós, tolócsuklós autóbusz. Hossza közel 18 méter. 2004 és 2006 között 150 darab érkezett Budapestre.
2013-ban 25 db, Genfből származó használt 7000A-t szerzett be a BKV. Végül 2023-ban a 7000A-t kivonták.

### Luxusbuszok

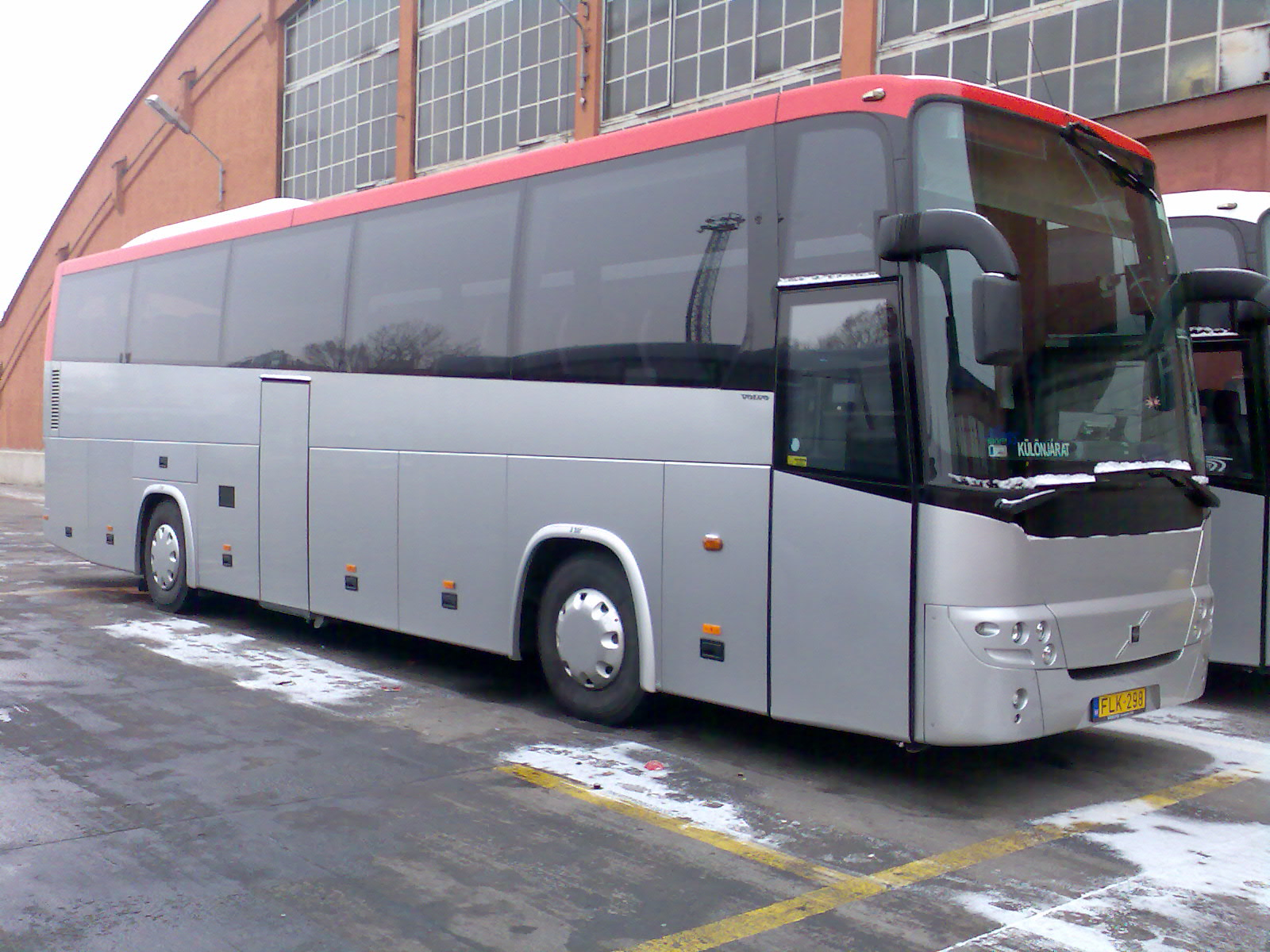
A BKV egyik Volvo 9900-as típusú turistabusza

## Más cégek üzemeltetésében lévő buszok
A BKV Zrt. mellett más cégek is üzemeltetnek autóbuszokat a BKK hálózatán. A BKK további üzemeltetői – a Volánbusz Zrt., és a ArrivaBus Kft. – több fajta buszt bocsátanak a BKK rendelkezésére.
| Típus                    | Üzemeltető     | Darabszám | Kép |
| ------------------------ | -------------- | --------- | --- |
| MAN Lion’s City          | ArrivaBus Kft. | 156 db    |     |
| MAN Lion’s City          | Volánbusz Zrt. | 106 db    |     |
| Mercedes-Benz Citaro C2  | ArrivaBus Kft. | 1 db      |     |
| Mercedes-Benz Citaro C2G | ArrivaBus Kft. | 1 db      |     |
| Mercedes-Benz Conecto G  | ArrivaBus Kft. | 132 db    |     |
| Volvo 7900A              | Volánbusz Zrt. | 57 db     |     |
| Volvo 7900A Hybrid       | Volánbusz Zrt. | 28 db     |     |

Régebben rendelkezésre bocsátott típusok:
| Típus                     | Üzemeltető            | Kép |
| ------------------------- | --------------------- | --- |
| Alfa Localo               | Nógrád Volán Zrt.     |     |
| Alfa Localo               | VT-Arriva Kft.        |     |
| Ikarus 263                | VT-Transman Kft.      |     |
| Ikarus 280                | Volánbusz Zrt.        |     |
| Ikarus 280                | VT-Transman Kft.      |     |
| Ikarus 284                | VT-Transman Kft.      |     |
| MAN NM 223                | Kontakt-Busz          |     |
| Mercedes Sprinter         | Csiki-Bege Kft.       |     |
| Mercedes-Benz Citaro O530 | Volánbusz Zrt.        |     |
| Mercedes-Benz Citaro O530 | VT-Arriva Kft.        |     |
| Volvo 5000A               | Nógrád Volán Zrt.     |     |
| Volvo 7000A               | Nógrád Volán Zrt.     |     |
| Volvo 7700A               | Nógrád Volán Zrt.     |     |
| Volvo 7900A Hybrid        | T&J Busz Projekt Kft. |     |
| Volvo-Aabenraa 8500       | VT-Arriva Kft.        |     |

## Trolibuszok
A BKV-nak jelenleg 9 trolibusztípusa van, ebből 5 fajta Ikarus, 2 fajta Solaris-Škoda, 1-1 fajta pedig MAN, illetve Ganz-Solaris. Ez utóbbi típus első 6 járművének hajtását az azóta csődbe ment Ganz-Transelektro készítette, a többi tíz darabét pedig a jogutód Ganz-Škoda.
| Típus                      | Kép |
| -------------------------- | --- |
| Ganz-Solaris Trollino 12-A |     |
| Ikarus-GVM 280.94T         |     |
| Ikarus 411T                |     |
| Ikarus 412T                |     |
| Ikarus 412GT               |     |
| Ikarus 435T                |     |
| MAN NGE152                 |     |
| Solaris-Škoda Trollino 12  |     |
| Solaris-Škoda Trollino 18  |     |

## Villamosok
A BKV-nak jelenleg hét fajta villamosa van. Az UV-kat és UV pótkocsikat 2007-ben a Combinók érkezése után kivonták a forgalomból. A Muki nevű tehervillamosokat belső szállítási feladatokra és reklámcélokra használják valamint rendelkezik a BKV néhány Mukiból átalakított hóseprő géppel is. A BKV legmodernebb villamosa 2006 és 2015 között a Siemens Combino Supra volt, ami a világ leghosszabb villamosa volt 2006-ban. 2015-től a BKV legmodernebb villamosa a CAF Urbos 3.
| Típus                 | Kép      | Forgalomban |
| --------------------- | -------- | ----------- |
| Ganz CSMG             |          | 1967 óta    |
| Ganz KCSV–7           |          | 1997 óta    |
| Siemens Combino Supra |          | 2006 óta    |
| Düwag TW 6000         |          | 2001 óta    |
| LHB TW 6000           | 2012 óta |             |
| ČKD Tatra T5C5        |          | 1980 óta    |
| ČKD–BKV Tatra T5C5K   |          | 2003 óta    |
| CAF Urbos 34 m        |          | 2015 óta    |
| CAF Urbos 56 m        |          | 2016 óta    |

## Metrók
A BKV-nak négy különböző típusú metrókocsija van: ebből egy-egy típus az M2-es és az M4-es vonalon közlekedik (Alstom kocsik); egy típus az M1-es vonalon (Ganz) és egy típus az M3-as vonalon szállít utasokat (Metrovagonmas). Korábban az M3-as vonalon közlekedett a Ganz magyar gyártmányú, piros-fehér színű prototípus metrószerelvénye, a Ganz-Hunslet G2, ami 1987 decemberében kezdett közlekedni, de csak 1991. január 1-jén került utasforgalomba. A visszatérő problémák miatt csak a naptári napok mindössze kétharmadában állt rendelkezésre. A prototípus egyedisége miatt az üzemben tartás nem volt gazdaságos, ezért az „új metró” ezután a Kőér utcai járműtelepen várta a sorsát. 2009-ben döntés született a szerelvényről. A hat kocsis motorvonat egy kocsija a szentendrei Városi Tömegközlekedési Múzeumba került.
| Típus                    | Kép |
| ------------------------ | --- |
| Ganz MFAV                |     |
| Alstom Metropolis AM5–M2 |     |
| Alstom Metropolis AM4–M4 |     |
| 81–717.2K/714.2K         |     |

## HÉV
A MÁV-HÉV Zrt. 3 fajta HÉV-kocsi-típussal rendelkezik, ezek közül az MIX/A csak a csepeli, az MX csak a ráckevei, az MXA pedig valamennyi vonalon közlekedik.
| Típus | Kép |
| ----- | --- |
| MIX/A |     |
| MX    |     |
| MXA   |     |

## Hajók
| Név (előző név)                       | Jelleg                              | Gyártó               | Típus- jelzés                    | Gyárt. éve | Átép./ felúj. éve      | BKK dunai üz. áll. éve | BKK dunai üz. kiv. éve | Befog.- kép.               | Holtvízi seb. | Megjegyzések                                                 |
| ------------------------------------- | ----------------------------------- | -------------------- | -------------------------------- | ---------- | ---------------------- | ---------------------- | ---------------------- | -------------------------- | ------------- | ------------------------------------------------------------ |
| Budavár                               | dízelüzemű vízibusz, kétcsavaros    | MHD                  | 3011                             | 1966       | 2016                   | 2011?                  | –                      | 150 fő (felső f.: 29 fő)   | 20 km/h       | Motor: Steyr                                                 |
| Hableány                              | dízelüzemű személyhajó              | HHH                  | Projekt 544 (Moszkvics)          | 1949       | 198?                   | 2016?                  | 2016?                  | 150 fő                     | 19 km/h       | Motor: Rába 2019. május 29-én elsüllyedt.                    |
| Hófehérke (ex-XXXI., ex-Margitsziget) | dízelüzemű személyhajó, egycsavaros | Schönichen– Hartmann | Margitsziget osztály (átépített) | 1895       | 2003, 1977, 1956, 1920 | n. a.                  | –                      | 155 fő                     | 25 km/h       | eredetileg gőzüzemű egycsavaros személyhajó Motor: John Deer |
| Hungária (ex-Kuka)                    | dízelüzemű átkelőhajó, egycsavaros  | MHD                  | H–02 (BKV 100)                   | 1985       | 2014, 1997, 1994       | 2011                   | –                      | 100 fő (felső f.: 20 fő)   | 15? km/h      | Motor: Doosan                                                |
| Kék Duna                              | dízelüzemű átkelőhajó, egycsavaros  | MHD                  | H–01 (BKV 100)                   | 1984       | n. a.                  | 2011?                  | 2013?                  | 100? fő (felső f.: 20? fő) | 16? km/h      | Motor: Rába-MAN                                              |
| Lágymányos                            | dízelüzemű vízibusz, kétcsavaros    | MHD                  | 3011                             | 1966       | 2016, 1996, 198?       | 2011?                  | –                      | 150 fő (felső f.: 29 fő)   | 20 km/h       | Motor: Steyr                                                 |
| Lánchíd (ex-Szundi)                   | dízelüzemű átkelőhajó, egycsavaros  | MHD                  | H–02 (BKV 100)                   | 1986       | 2013, 1994             | 2011?                  | –                      | 100 fő (felső f.: 20 fő)   | 15 km/h       | Motor: Doosan                                                |
| Pest-Buda                             | dízelüzemű átkelőhajó, kétcsavaros  | Ganz Danubius        | H–06 (BKV 130)                   | 1988       | 2017                   | 2011?                  | –                      | 130 fő (felső f.: 30 fő)   | 20 km/h       | Motor: Steyr                                                 |
| Tabán                                 | dízelüzemű átkelőhajó, egycsavaros  | MHD                  | H–01 (BKV 100)                   | 1984       | 2013                   | 2011?                  | –                      | 100 fő (felső f.: 20 fő)   | 16 km/h       | Motor: Doosan                                                |
| Várhegy (ex-Morgó)                    | dízelüzemű átkelőhajó, egycsavaros  | MHD                  | H–02 (BKV 100)                   | 1982       | 2014, 1994             | 2011?                  | –                      | 100 fő (felső f.: 20 fő)   | 14 km/h       | Motor: Doosan                                                |

## Egyéb járművek
A BKV-nak a fentebb említetteken kívül 3 egyéb járműve van, a Libegő, a fogaskerekű vasút és a Budavári Sikló.
| Típus          | Kép |
| -------------- | --- |
| Budavári sikló |     |
| Libegő         |     |
| SGP            |     |